# Annei
Car Annei(安寧天皇, također poznat kao Shikitsuhikotamatemi no Mikoto) bio je 3. car Japana prema tradicionalnom popisu.  Za vladavinu ovog cara ne postoje pouzdani datumi, ali se tradicijski navodi da je vladao od 549. pr. Kr. do 511. pr. Kr.